# Kemarley Brown
Ashani Kemarley Brown (ur. 20 lipca 1992) – reprezentujący Bahrajn jamajski lekkoatleta specjalizujący się w biegach sprinterskich na 100m oraz 200m.

## Życiorys
Urodził się w Jamajce. Do 2015 roku reprezentował kraj w którym się urodził, później reprezentował Bahrajn.

### 2011
Zdobył swój pierwszy międzynarodowy medal z jamajską drużyną w sztafecie 4 × 100 metrów w CARIFTA Games 2011. Po tych zawodach doznał kontuzji.

### 2014
Przeniósł się do Stanów Zjednoczonych. Tam rozpoczął naukę w Merritt College w Oakland. W 2014 roku uzyskał najlepszy wynik 20,38 sekundy na 200 m, co dało mu miejsce w pierwszej pięćdziesiątce tego sezonu.

### 2015
11 kwietnia 2015 Kemarley wygrał swój bieg UTECH Classic Athletics, który odbył się w Kingston. W lipcu tego roku dołączył do reprezentacji Bahrajnu.

### 2016
Reprezentował Bahrajn na Letnich Igrzyskach Olimpijskich 2016 w Rio de Janeiro. W biegu na 100 m zakwalifikował się do półfinału z czasem 10,13 sekundy.

## Rekordy życiowe
- bieg na 100m – 9,93 s (2014)
- bieg na 200m – 20,38 s (2014)